# Метарфа
Метарфа (араб. المطارفة‎) — город и коммуна на юге Алжира, в вилайете Адрар. Входит в состав округа Аугрут.

## Географическое положение

Коммуна Метарфа

Город находится на севере центральной части вилайета, на территории одного из оазисов центральной Сахары, на расстоянии приблизительно 943 километров к юго-юго-западу (SSW) от столицы страны Алжира. Абсолютная высота — 252 метра над уровнем моря.

Коммуна Метарфа граничит с коммунами Дельдуль, Аугрут, Сбаа, Цабит и Шаруин. Её площадь составляет 1417 км².

## Климат
Климат города характеризуется как аридный жаркий (BWh в классификации климатов Кёппена). Осадки в течение года практически отсутствуют (среднегодовое количество — 16 мм). Средняя годовая температура составляет 24,4 °C.

## Население
По данным официальной переписи 2008 года численность населения коммуны составляла 8438 человек. Доля мужского населения составляла 50,59 %, женского — соответственно 49,41 %. Уровень грамотности населения составлял 73,8 %. Уровень грамотности среди мужчин составлял 85,8 %, среди женщин — 61,2 %. 2,8 % жителей Метарфы имели высшее образование, 10,5 % — среднее образование.